# Stan Valckx
Stan Valckx (Arcen, 1963. október 20. –) válogatott holland labdarúgó, hátvéd.

## Pályafutása

### Klubcsapatban
Az RKDEV, majd a VVV korosztályos csapatában kezdte a labdarúgást. 1983-ban mutatkozott be az első csapatban, ahol öt idényen át szerepelt. 1988-ban a PSV Eindhovenhez szerződött. 1992 és 1994 között a portugál Sporting labdarúgója volt, majd visszatért a PSV-hez. Az eindhoveni csapattal öt bajnoki címet és három holland kupa győzelmet ért el. 2000-ben fejezte be az aktív labdarúgást.

### A válogatottban
1990 és 1996 között 20 alkalommal szerepelt a holland válogatottban. Tagja volt az 1994-es Egyesül Államokbeli világbajnokságon részt vevő válogatottnak.

## Sikerei, díjai
PSV Eindhoven
- Holland bajnokság (Eredivisie)
  - bajnok (5): 1988–89, 1990–91, 1991–92, 1996–97, 1999–00
- Holland kupa (KNVB)
  - győztes (3): 1989, 1990, 1996
- Holland szuperkupa
  - győztes: 1996, 1997, 1998
- UEFA-szuperkupa
  - döntős: 1988
- Interkontinentális kupa
  - döntős: 1988

 Sporting CP
- Portugál kupa (Taça de Portugal)
  - győztes: 1995